# Martin Reiman
Martin Ira Reiman, appelé Marty Reiman (né en 1953), est un mathématicien américain.

## Formation et carrière
Reiman étudie à l'Université Cornell où il obtient une licence en mathématiques et physique en 1974, puis il obtient son doctorat en 1977 à l'Université Stanford en recherche opérationnelle avec une thèse intitulée « Queueing Networks in Heavy Traffic ». Il a ensuite servi jusqu'à sa retraite en 2015 au sein des Laboratoires Bell à Murray Hill.

## Travaux
Reiman traite de la théorie des probabilités appliquées, en particulier de l'analyse et de l'optimisation de divers systèmes stochastiques tels que les files d'attente et les systèmes de stockage avec des applications dans la fabrication industrielle, la technologie informatique et la communication. En particulier, il a traité des limites asymptotiques (cas limites hydrodynamiques et de diffusion)
Il était rédacteur en chef adjoint de la revue Mathematics of Operations Research et des Annals of Probability. Il est membre de l'Institute for Operations Research and the Management Sciences (INFORMS) et dirige la Applied Probability Society (société de probabilité appliquée).

## Prix et distinctions
En 2016, il a reçu le prix de théorie John-von-Neumann avec Ruth J. Williams « pour leurs travaux en recherche opérationnelle stochastique et en théorie des files d'attente ».